# Hipposideros cervinus
Hipposideros cervinus — є одним з видів кажанів родини Hipposideridae.

## Поширення
Країни поширення: Австралія, Бруней-Даруссалам, Індонезія, Малайзія, Папуа Нова Гвінея, Філіппіни; можливо, вимер: Сингапур. Знайдений на висотах від рівня моря до 1400 м над рівнем моря. Цей вид був записаний у первинних та вторинних вологих тропічних лісах, а також з відкритих лісах. Лаштує сідала в печерах (особливо великих), покинутих шахтах і дуплах дерев. Багато сотень особин можуть бути в одному сідалі. Самиці народжують одне дитинча.

## Загрози та охорона
Здається, немає серйозних загроз для цього виду. З урахуванням широкого ареалу передбачається, що присутній у деяких охоронних територіях.